# Ptiloglossa mayarum
Ptiloglossa mayarum är en biart som beskrevs av Cockerell 1912. Ptiloglossa mayarum ingår i släktet Ptiloglossa och familjen korttungebin. Inga underarter finns listade i Catalogue of Life.